# Urussu
Urussu – osiedle typu miejskiego w Rosji, w Tatarstanie. W 2010 roku liczyło 10 681 mieszkańców.